# Гаус, Оксана Владимировна
Окса́на Влади́мировна Га́ус (род. 9 июля 1981 или 9 января 1981, Душанбе) — российская легкоатлетка, специалистка по толканию ядра. Выступала за сборную России по лёгкой атлетике в 1990-х и 2000-х годах, победительница и призёрка первенств национального значения, участница ряда крупных международных соревнований, в том числе чемпионата мира в Хельсинки и чемпионата Европы в помещении в Мадриде. Представляла Московскую область и Чувашию. Мастер спорта России международного класса (2007).

## Биография
Оксана Гаус родилась 27 июля 1981 года в городе Душанбе Таджикской ССР. Из-за гражданской войны в возрасте 14 лет с семьёй переехала на постоянное жительство в Чувашию.
Занималась лёгкой атлетикой под руководством тренеров А. А. Прохорова и А. А. Иванова, проходила подготовку в Республиканской специализированной детско-юношеской спортивной школе № 1 и в Республиканской школе высшего спортивного мастерства им. А. Игнатьева, окончила Чувашский государственный педагогический университет имени И. Я. Яковлева (2007), где обучалась на факультете физической культуры.
Становилась победительницей и призёркой чемпионатов Чувашии, в 2003 году успешно выступила на юниорском первенстве России, выполнив норматив мастера спорта.
Впервые заявила о себе в толкании ядра на взрослом всероссийском уровне в сезоне 2006 года, выиграв бронзовую медаль на зимнем чемпионате России — уступила здесь только Ольге Рябинкиной и Ольге Ивановой. Попав в основной состав российской национальной сборной, выступила на чемпионате Европы в Гётеборге, где с результатом 17,59 метра закрыла десятку сильнейших (позже в связи с дисквалификацией белорусской толкательницы Надежды Остапчук переместилась в итоговом протоколе на девятую позицию).
Благодаря череде удачных выступлений в 2007 году удостоилась права защищать честь страны на чемпионате мира в Осаке — показала здесь результат 17,65 метра, не сумев преодолеть предварительный квалификационный этап.
В 2008 году выступила на Кубке Европы в помещении в Москве, где с результатом 17,27 метра стала третьей в личном зачёте и помогла женской российской сборной выиграть общий командный зачёт. Вскоре по окончании этого сезона завершила спортивную карьеру.
За выдающиеся спортивные результаты удостоена почётного звания «Мастер спорта России международного класса» (2007).
После завершения спортивной карьеры занялась тренерской деятельностью, с 2012 года работала тренером-преподавателем по лёгкой атлетике в Новочебоксарской специализированной детско-юношеской спортивной школе олимпийского резерва № 3.